# Mount Galloway
Mount Galloway ist der höchste Berg der neuseeländischen Antipoden-Inseln im Südpazifik, rund 770 km südöstlich der Südinsel Neuseelands gelegen. Er liegt im Zentrum von Antipodes Island, der Hauptinsel des Archipels und erreicht eine Höhe von 366 m, nach anderen Quellen auch 402 m über dem Meer. Mount Galloway stellt die höchste Erhebung eines Vulkans von Typ Pyroklastischer Kegel aus dem Holozän dar.